# Louise (opera)

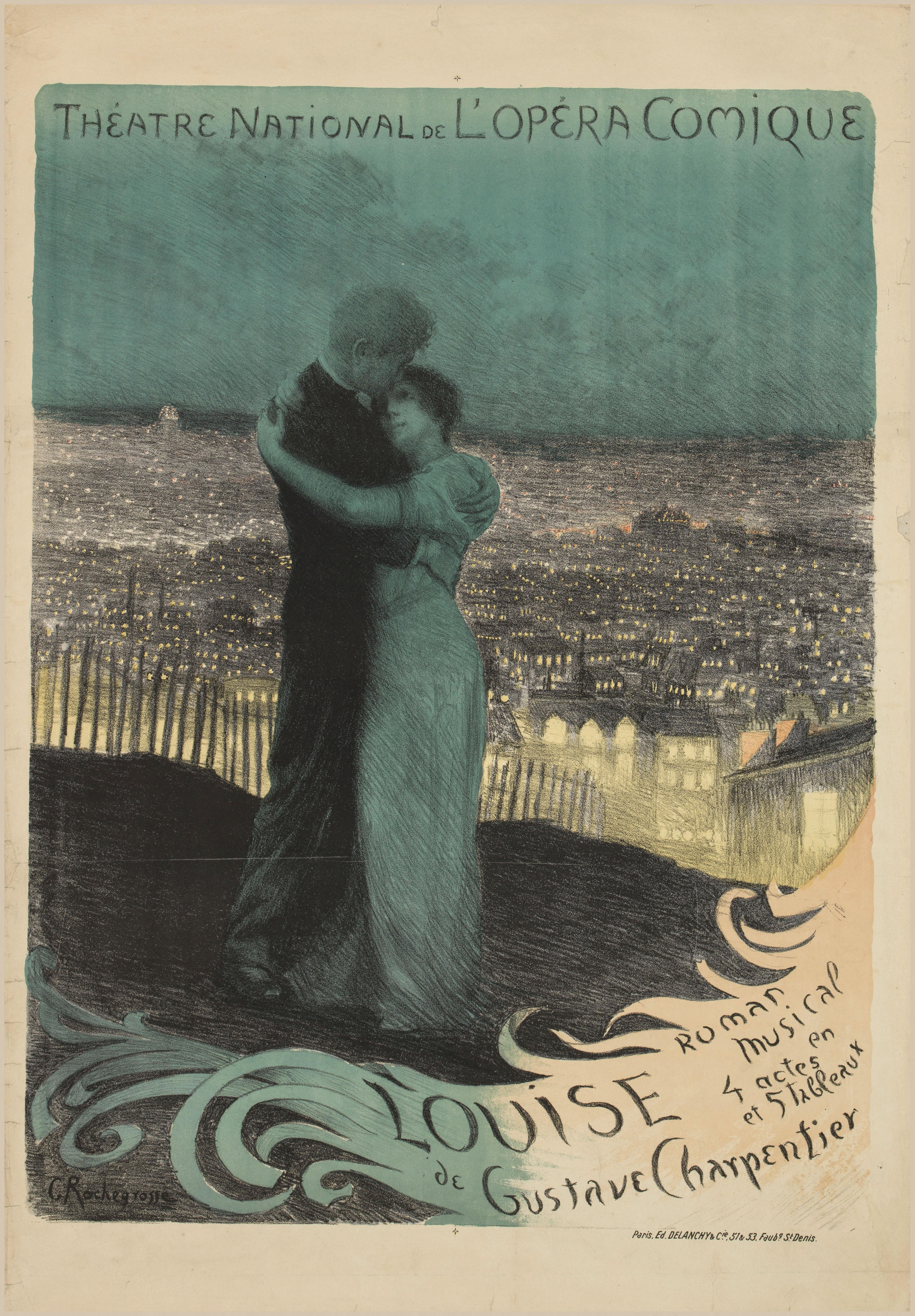

Louise là vở opera 4 màn của nhà soạn nhạc người Pháp Gustave Charpentier. Chính Charpentier cùng với Saint-Pol-Roux viết nên lời của tác phẩm. Vở opera được sáng tác trong các năm 1889-1896 và được trình diễn lần đầu tiên vào ngày 2 tháng 2 năm 1900 tại Opéra-Comique, Paris, Pháp. Tác phẩm mang cảm hứng của chủ nghĩa biểu hiện và chủ nghĩa siêu thực.